# شوفليسدورف
شوفليسدورف (بالألمانية: Schöfflisdorf) هي بلدية تقع في مقاطعة ديلسدورف الواقعة ضمن كانتون زيورخ في سويسرا. تبلغ مساحتها 4.05 كيلومتر مربع، ويقدر عدد سكانها بـ 1405 نسمة (حسب تعداد ديسمبر 2017).

## توأمة
لشوفليسدورف اتفاقيات توأمة مع:
- ميسولونغي